# Gunungsari (Bansari)
Gunungsari is een bestuurslaag in het regentschap Temanggung van de provincie Midden-Java, Indonesië. Gunungsari telt 1286 inwoners (volkstelling 2010).